# Lonhe
Lonhe – miasto w Angoli, w prowincji Kwanza Południowa.